# Asahel Nettleton

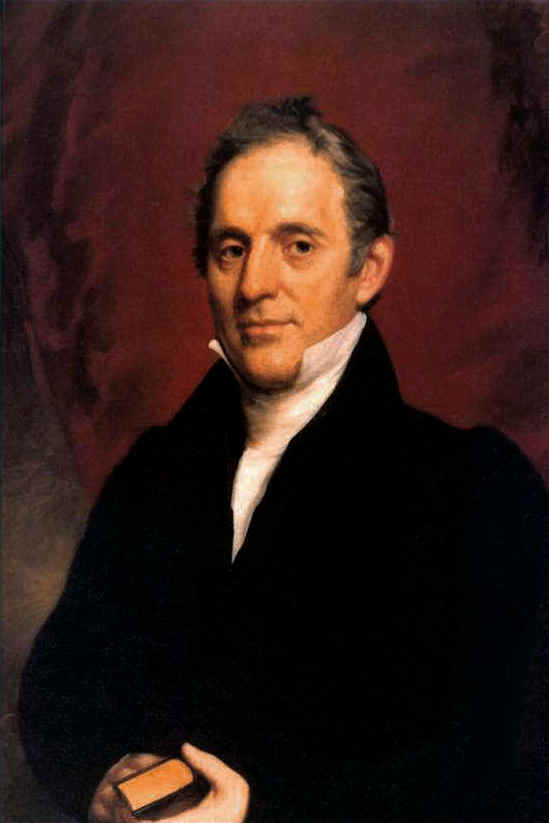
Asahel Nettleton

Asahel Nettleton (* 21. April 1783 in Killingsworth, Connecticut; † 16. Mai 1844 in Windsor, Connecticut) war ein  US-amerikanischer Theologe und Pastor aus Connecticut, der auf das Second Great Awakening, die zweite große Erweckungsbewegung, einen großen Einfluss hatte.
Die Anzahl der als Ergebnis seines Wirkens konvertierten Personen wird auf 30.000 geschätzt. Nettleton ist am besten bekannt für seine Teilnahme an der Konferenz von New Lebanon, New York, im Jahr 1827, auf der er den Lehren von Charles Grandison Finney und Lyman Beecher entgegentrat.

## Schriften
- Village Hymns for Social Worship Selected and Original. Designed as a Supplement to Dr. Watts’s Psalms and Hymns. Goodwin & Co., Hartford CT 1824.